# Anthophora barbipes
Anthophora barbipes är en biart som beskrevs av Fedtschenko 1875. Anthophora barbipes ingår i släktet pälsbin, och familjen långtungebin. Inga underarter finns listade i Catalogue of Life.